# Гайдек, Карл Вильгельм
Карл Вильгельм фон Гайдек, иначе Гайдеккер (нем. Carl Wilhelm Freiherr von Heideck, genannt Heidegger, 1788—1861 — немецкий художник, баварский генерал-майор, член греческого регентства.

## Биография
Родился 6 декабря 1788 года в Сарральбе в Мозельском департаменте во Франции, где его отец нёс гарнизонную службу. В 1799 году, ещё одиннадцатилетним, Гайдек обнаружил в себе страсть к рисованию и отец отправил его в художественную школу в Цвайбрюккен. Проходя с 1801 года обучение в Мюнхенском кадетском корпусе, Гайдек не оставил занятия живописью и продолжал совершенствоваться в своих занятиях. В 1805 году по окончании курса наук в кадетском корпусе Гайдек вступил в баварскую армию поручиком артиллерии.
В 1806 и 1807 годах Гайдек участвовал в походе в Пруссию и Силезию. В кампании 1809 года против Австрии, находясь в Генеральном штабе маршала Лефевра, сражался при Абенсберге, Экмюле и Регенсбурге, отличился при переправе через Инн при Вассербурге и потом два раза сопровождал баварские войска в Тироль.
С 1810 по 1813 год он на стороне Франции участвовал в войнах на Пиренейском полуострове, сражался при Торрес-Ведрасе, и часто употребляем был для важных командировок. В 1813 году он возвратился в Мюнхен, и при Ганау в первый раз сражался против французов. 25 декабря 1813 года он взял врасплох французский форт Бламоне, и по вступлении союзников в Париж был произведён в майоры. Во время Венского конгресса Гайдек был в составе баварской делегации и принимал участие во многих заседаниях, а затем он был членом комиссии по определению границы между Австрией и Баварией.
В конце 1826 года, Гайдек, в чине подполковника, с позволения своего короля, отправился в Грецию, для образования там регулярного войска. В Греции он пробыл до 1829 года, занимаясь распределением и раздачей сумм, присланных от друзей Греции, учреждением госпиталей и военных училищ и прочими организационными делами. В 1827 году Гайдек сопутствовал полковнику Гордону в неудачных экспедициях против Саламина и Афин.
В 1829 году, для поправления расстроенного здоровья, Гайдек отправился в Рим. Перед отъездом его туда греческий национальный конгресс поднёс ему благодарственный адрес и патент на чин греческого генерала. Король баварский, посещавший в 1830 году Рим, взял Гайдека с собой в Мюнхен, произвёл его в генерал-майоры и сделал членом регентства в Греции. 6 февраля 1833 года Гайдек находился в свите греческого короля Оттона при торжественном его вступлении в Навплию, но после совершеннолетия короля снова оставил Грецию.
В 1844 году Гайдеку был дан баронский титул и чин генерал-лейтенанта баварской службы, после этого он практический сошёл с политической сцены и с 1850 года являлся лишь консультантом военного министерства Баварии.
Скончался Гайдек 21 февраля 1861 года в Мюнхене.
Посвятив всю свою жизнь военной службе Гайдек также не оставлял и занятия живописью. Более всего известны его пасторальные картины из быта баварской деревни и пейзажи, написанные им с натуры в Греции. Большинство его работ были приобретены баварской королевской семьёй и ныне находятся в коллекциях мюнхенских и берлинских музеев.